# 小田切美織
小田切 美織（おだぎり みおり、2000年3月18日 - ）は、日本の元女優である。東京都出身。元NEWSエンターテインメント所属。

## 出演

### 舞台・ミュージカル
- アニー（2007年）モリー 役
- ピーターパン（2008年）マイケル 役
- 葉っぱのフレディ〜いのちの旅〜（2009年）フレディ 役
- NEWSエンターテインメント・スクール第11回自主公演（2012年4月）[1]
- フラボーイ〜いわき男子高校演劇部奮闘記〜（2012年、築地本願寺ブディストホール）子供 役
- NEWSエンターテインメント・スクール第12回自主公演（2013年5月）[2]
- あびこ舞台「源氏物語」（2014年8月24日）ダンス客演

### テレビドラマ
- 虹のかなた（2004年、MBS・TBS）
- 母親失格（2007年、フジテレビ）美紀 役
- だいすき!!（2008年、TBS）葵 役
- 検事・鬼島平八郎（2010年、テレビ朝日）

### CM
- ピザーラ　エビマヨ（2006年）
- ケンタッキーフライドチキン　クリスマスパック / パーティーバーレル（2009年）